# 1312 Вассар
1312 Вассар (1312 Vassar) — астероїд головного поясу, відкритий 27 липня 1933 року.
Тіссеранів параметр щодо Юпітера — 3,079.